# Hétbükk
Hétbükk (románul: Habic), németül Buchendorf, falu Romániában, Maros megyében.

## Története
Petele község része. A trianoni békeszerződésig Maros-Torda vármegye Régeni alsó járásához tartozott.

## Népessége
2002-ben 325 lakosa volt, ebből 323 román és 2 magyar nemzetiségű. A falu lakói közül 316-an ortodox, 8-an görögkatolikus hitűek és 1 fő adventista.

## Híres emberek
- 1811-ben itt született Ioan Rusu román szerző, balázsfalvi professzor.
- 1957-ben itt született Virgil Bercea nagyváradi görögkatolikus püspök.[2]